# Khoratosuchus jintasakuli
Khoratosuchus jintasakuli é uma espécie extinta de crocodilo que viveu há cem milhões de anos no que é hoje a Tailândia.